# 野望に燃える男
『野望に燃える男』（やぼうにもえるおとこ、Mister Cory）は1957年のアメリカ合衆国の映画。ブレイク・エドワーズ監督の作品で、出演はトニー・カーティスなど。

## キャスト
※括弧内は日本語吹替（初回放送1969年1月5日『日曜洋画劇場』）
- コリー：トニー・カーティス（広川太一郎）
- アビー：マーサ・ハイヤー（北浜晴子）
- ビロクシ：チャールズ・ビックフォード（高城淳一）
- ジェーン：キャサリン・グラント（上田みゆき）
- アレックス：ウィリアム・レイノルズ（中田浩二）
- アーンショー氏：ヘンリー・ダニエル
- ルビー：ラス・モーガン
- ボラード氏：ウィリス・ブーシェイ
- ヴォラード夫人：ルイーズ・ロリマー
- リリー：ジョーン・バンクス
- アンディ：ハリー・ランダース
- ロニー：グレン・クレイマー
- 料理人：ディック・クロケット

## スタッフ
- 監督・脚本：ブレイク・エドワーズ
- 製作：ロバート・アーサー
- 原案：レオ・ロステン
- 撮影：ラッセル・メティ
- 編集：エドワード・カーティス
- 美術：アレクサンダー・ゴリツェン、エリック・オーボム
- 衣装デザイン：ビル・トーマス
- 音楽：ジョセフ・ガーシェンソン
- 舞台装置：ラッセル・A・ガウスマン、ジュリア・ヘロン